# Elvaston (Illinois)
Pour les articles homonymes, voir Elvaston.
Le village d’Elvaston est situé dans le comté de Hancock, dans l’État de l’Illinois, aux États-Unis. Sa population s’élevait à 165 habitants lors du recensement de 2010, estimée à 161 habitants en 2016.

## Source
- (en) Cet article est partiellement ou en totalité issu de l’article de Wikipédia en anglais intitulé « Elvaston, Illinois » (voir la liste des auteurs).